# Toni (film 1999)
Toni è un film del 1999 diretto da Philomène Esposito.

## Trama
Toni è un criminale calabrese che va a Parigi per concludere un affare, ma qualche cosa va storto e uccide un boss.